# Peter Boeve
Peter Boeve (* 14. März 1957 in Uddel) ist ein ehemaliger niederländischer Fußballspieler und -trainer.
Sein erster Club im Profifußball war Vitesse Arnheim, für den er von 1975 bis 1979 spielte. Danach wechselte er zu Ajax Amsterdam, bei dem er bis 1987 blieb. 1988 ließ er seine Karriere bei K. Beerschot V.A.C. ausklingen. Für die niederländische Nationalelf bestritt er in den Jahren 1982 bis 1986 insgesamt 16 Länderspiele.
Nach seiner aktiven Karriere war er bei mehreren Vereinen als Trainer tätig.